# استیو بارون
استیو بارون (انگلیسی: Steve Barron؛ زادهٔ ۴ مهٔ ۱۹۵۶) یک کارگردان و تهیه‌کننده اهل ایرلند است. وی از سال ۱۹۷۹ میلادی تاکنون مشغول فعالیت بوده‌است.
وی کارگردان فیلمهای لاک‌پشت‌های نینجا (۱۹۹۰) ، ماجراهای پینوکیو (فیلم ۱۹۹۶) ، موش صحرایی (فیلم ۲۰۰۰) و موزیک ویدئوهای خوانندگانی همچون مایکل جکسون، بیلی جین، گروه ای-ها و تیک آن می می‌باشد.